# Овомойела, Патрик
Па́трик Овомойе́ла (нем. Patrick Owomoyela; 5 ноября 1979 года, Гамбург) — немецкий футболист, защитник.

## Биография
Отец — нигериец, мать — немка. В детстве и юности занимался футболом в клубах «Грюн-Вайс Эльмсбюттель» и «Штеллинген 88». Также в юности Патрик играл в баскетбол в региональной лиге. Взрослую футбольную карьеру начинал в таких клубах низших региональных лиг, как «Люнебургер», «Оснабрюк» и «Падерборн». В 2003 году перешёл в «Арминию», в составе которой в сезоне 2003/04 занял 2-е место во Второй Бундеслиге, давшее команде право на выход в высший дивизион. Его игра в составе «Арминии» обратила на себя внимание руководства немецкой сборной и «Вердера», одного из лучших клубов Германии, в который Патрик перешёл летом 2005 года. Сезон 2005/06 Овомойела провёл в качестве игрока основного состава «Вердера», впоследствии по причине травм и посредственной игры был вытеснен из состава пришедшим в команду Клеменсом Фрицем и в течение двух сезонов выходил на поле весьма нечасто. За три сезона, проведённых Патриком в «Вердере», клуб трижды попадал в первую тройку Бундеслиги; также Овомойела выиграл в составе «Вердера» Кубок лиги 2006 года. В 2008 году перешёл в «Боруссию» (Дортмунд). За сборную Германии Овомойела провёл в 2004—2006 годах 11 матчей, занял в её составе 3-е место на Кубке конфедераций 2005. В 2014 году завершил свою футбольную карьеру.

## Достижения
«Вердер»
- 2-е место в чемпионате Германии: 2005/06, 2007/08
- 3-е место в чемпионате Германии: 2006/07
- Обладатель Кубка немецкой лиги: 2006

«Боруссия» Дортмунд
- Чемпион Германии: 2010/11, 2011/12
- Обладатель Кубка Германии: 2012

Сборная Германии
- 3-е место на Кубке конфедераций: 2005

## После футбольной карьеры
С декабря 2013 года Овомойела работает экспертом и комментатором на телеканале Sky Germany. С августа 2014 года выступает в качестве эксперта в эфире футбольной радиостанции 1Live Elfer. Овомойела дебютировал в радиоэфире во время Чемпионата мира 2014 года в Бразилии.